# Macclesfield
Macclesfield [ˈmækəlzfiːld] est une ville de 50 688 habitants (recensement de 2001, incluant les banlieues), située dans le comté de Cheshire, en Angleterre. Les habitants de Macclesfield sont appelés Maxoniens.

## Histoire

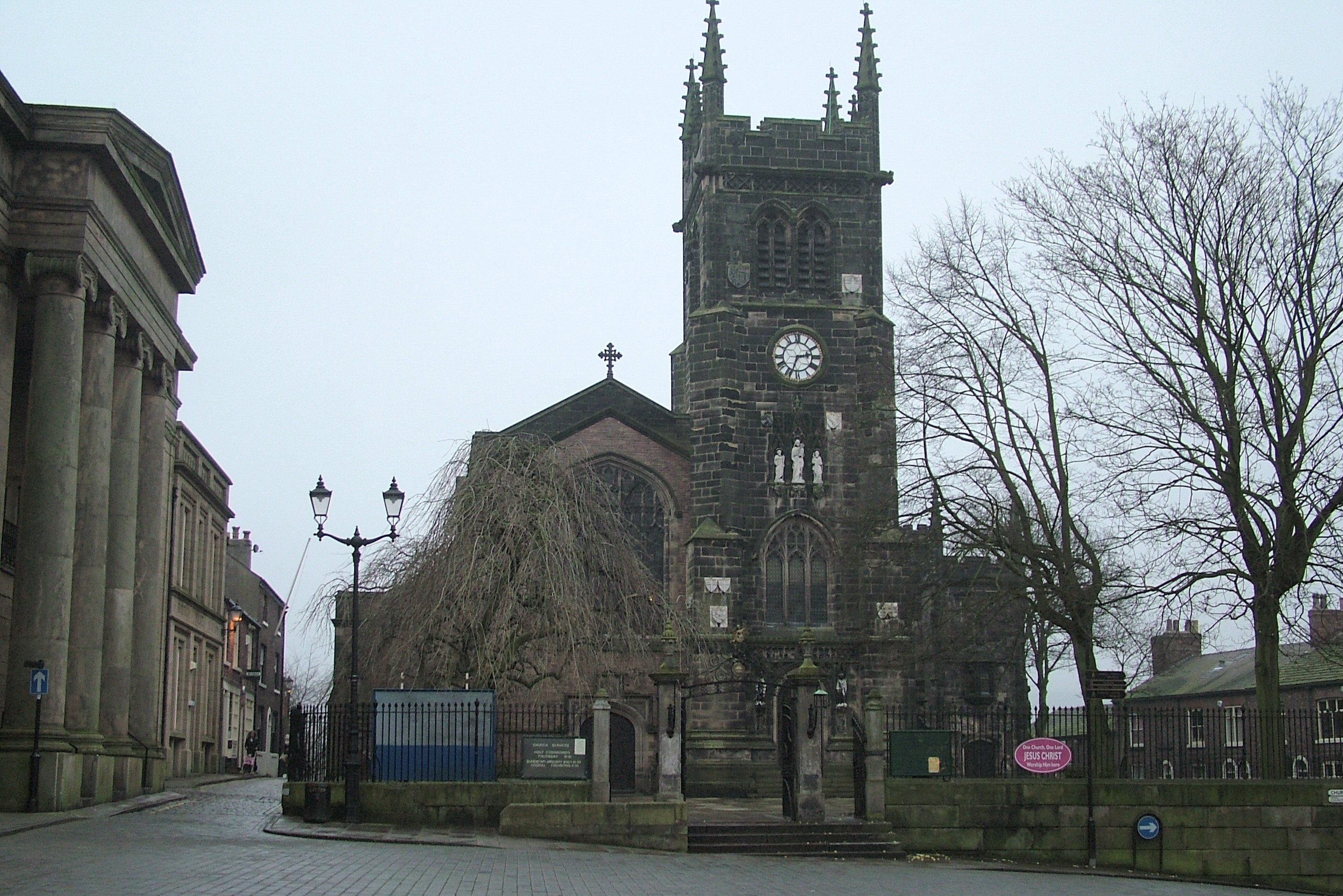
St. Michael's Church, Macclesfield

La première référence à cette ville apparait dans le Domesday Book, qui fait mention d'un « Maclesfeld », situé dans le Hundred de Hamestan. Lord Edward, le futur Édouard Ier d'Angleterre accorda à la ville le statut de Borough en 1261.
L'origine du nom de la ville semblerait être « Michael's field ». La ville est placée sous le patronage de St Michel et la construction de l'église St. Michel date de 1278.
La ville devient un important centre de commerce avec son marché annuel et ses deux foires annuelles, le jour de la St Barnabé, le (11 juin), et le jour de la Toussaint. Elle devient aussi un centre administratif en tant que résidence du comte de Chester.
La ville se spécialisa dans la production de soieries, ce qui permit le développement de la ville lors de la révolution industrielle, notamment avec le creusement du canal de Macclesfield en 1831 et l'arrivée du chemin de fer en 1873.

### Jumelage
Macclesfield est jumelée avec la ville allemande de Eckernförde.

## Géographie
Macclesfield est située à l'est du Cheshire, sur la rivière Bollin, affluent de la rivière Mersey. La ville a des frontières avec le Grand Manchester (au nord), le Derbyshire, (à l'est) et le Staffordshire (au sud). Elle se trouve à proximité des villes de Stockport (au nord), Buxton, (à l'est) et du parc national de Peak District. La ville est située à 45 km à l'est de Chester, chef-lieu du comté de Cheshire.

## Culture et sport

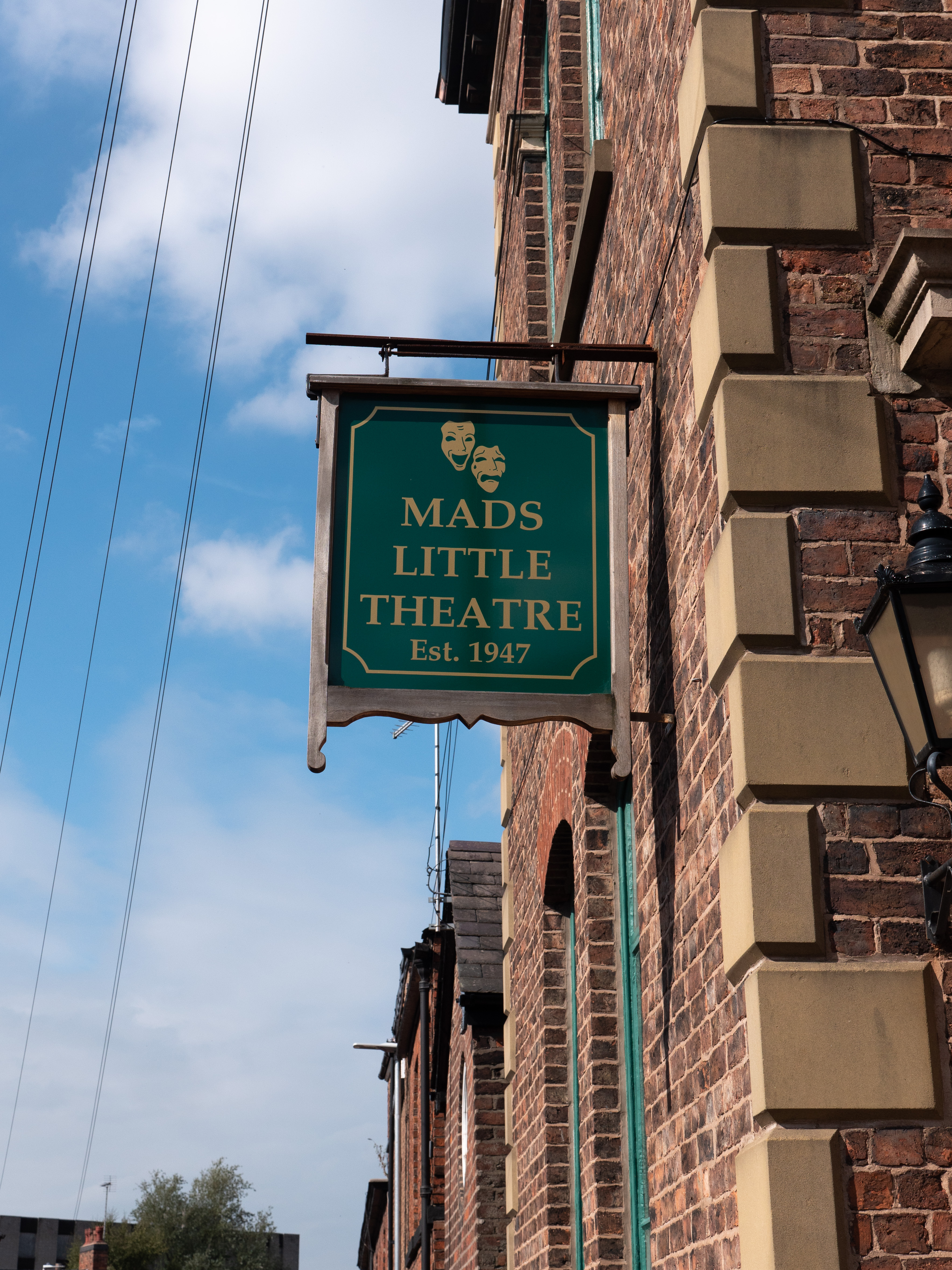
Théâtre MADS Macclesfield

Macclesfield est la ville de naissance du bluesman John Mayall, du dessinateur David Shrigley, ainsi que de Stephen Morris et Ian Curtis du groupe Joy Division. Le groupe de rock alternatif Racing Glaciers est originaire de Macclesfield.
Le club de football Macclesfield Town Football Club a le statut professionnel depuis 1997. L'international anglais Peter Crouch est aussi originaire de la ville.
En 2005, Macclesfield a été élue la ville la moins cultivée de Grande-Bretagne.

## Personnalités liées à la ville
- Ben Ainslie (1977-), navigateur, quadruple champion olympique, y est né ;
- Kika Markham (1942-), actrice, y est née ;
- John Mayall (1933-2024), guitariste ;
- Mr. Scruff (1972-), DJ, y est né ;
- Arthur Smith Woodward (1864-1944), paléontologue, y est né.
- Ian Curtis (1956-1980), chanteur du groupe post-punk Joy Division, y est mort.